# Socialkonstruktivism

Ett sätt att visualisera hur verkligheten är socialt konstruerad och att varje person tolkar sin omgivning och agerar utifrån sina tolkningar

Socialkonstruktivism är en idé som säger att samhället och våra uppfattningar om världen skapas i samspel med andra människor. Det är ett perspektiv inom samhällsvetenskapen som handlar om hur vi människor skapar och tolkar vår förståelse av samhället och världen omkring oss. Enligt socialkonstruktivismen är våra uppfattningar om till exempel kön, ras och samhälle resultatet av vår interaktion med andra människor och vår sociala miljö. Det innebär att våra erfarenheter och sociala sammanhang påverkar hur vi ser på världen och agerar utifrån vår förståelse. Det här perspektivet avvisar idén om att det finns en objektiv sanning eller verklighet som existerar oberoende av vår uppfattning av den. Istället menar socialkonstruktivism som vetenskaplig teori att kunskap skapas i sociala sammanhang med den förståelse det givit oss av verkligheten, snarare än att den upptäcks på ett objektivt sätt utan någon förförståelse. Vi lär oss av varandra att förstå världen vi lever i, inte tvärtom.
Socialkonstruktivismen är ett perspektiv inom samhällsvetenskapen som har sitt fokus på hur kunskap skapas (kunskapsteori), vad som finns i världen (ontologi) och hur vi kan veta saker (epistemologi). Istället för att tro på en objektiv sanning som är oberoende av vår uppfattning, menar socialkonstruktivismen att vår kunskap och förståelse skapas genom samspel med andra människor och vår sociala miljö. Samtidigt finns det kritiker av socialkonstruktivism som menar att det här perspektivet leder till en överdriven betoning av sociala faktorer och en försummelse av biologiska och naturliga faktorer i vår förståelse av världen. Kritikerna menar också att socialkonstruktivismen kan leda till en relativistisk syn på sanningen och att det inte finns någon objektiv verklighet utan allt är socialt konstruerat.
Som kontrast mot socialkonstruktivism ställs perspektiv som beskriver verkligheten som intrinsikalt (det vill säga grundläggande och inre) och objektivt existerande, oberoende av vår förståelse av den. Essentialistisk realism är ett exempel på ett sådant perspektiv som argumenterar för att det finns fasta och objektiva kärnor av saker och ting i världen som definierar vad något verkligen är. Essentialistisk realism ifrågasätter därmed socialkonstruktivismens idé om att allt är socialt konstruerat och menar att det finns en objektiv verklighet som kan upptäckas och förstås genom vetenskapliga metoder.

## Ontologisk och kunskapsteoretisk grund
Socialkonstruktivism är en bred samhällsvetenskaplig tradition som innehåller en rad olika grenar. Man kan trots detta hitta likheter och en gemensam grund för ontologi (vad består samhället och världen av?) och kunskapsteori (hur kan vi få kunskap om detta?). Generellt så avvisar socialkonstruktivismen tanken på en objektiv verklighet som existerar utanför vår förståelse av den. Det finns dock en viss variation där olika tänkare och forskare har lite olika ontologiska positioner (dvs. uppfattningar om vad som finns och inte).
Socialkonstruktivism är till stor del ett kunskapsteoretiskt eller epistemologiskt perspektiv där man menar att kunskap är något som skapas - i sociala sammanhang -  snarare än något som upptäcks på ett objektivt sätt. Perspektivet vilar på en relativistisk eller anti-fundamentisk ontologi, vilket innebär att man avvisar påståendet om att det finns en objektiv verklighet oberoende av betraktaren. Vidare menar socialkonstruktivister att verklighet(er) varierar mellan olika miljöer och grupper, det vill säga att de är lokala och specifika. Verkligheten är inte något som redan finns för att upptäckas, utan snarare något som skapas eller konstrueras. De som konstruerar världen är sociala aktörer som reflekterar och tolkar världen utifrån sin sociala, kulturella eller politiska förståelse.
En vanlig kunskapsteoretisk ståndpunkt inom socialkonstruktivismen är interpretivism (eller antipositivism). Denna följer av den relativistiska ontologin och menar att eftersom världen är socialt konstruerad så kan vi inte få kunskap om världen utan att själva också tolka den. Även observatörer eller forskare påverkas av sociala konstruktioner, vilket innebär att objektiva analyser är omöjliga eftersom det inte går att "ställa sig utanför" sociala fenomen. Alla påverkas av sociala konstruktioner och alla är med och skapar den sociala verkligheten.

## Svag och stark socialkonstruktivism
Olika författare har egna uppfattningar om vad som utmärker en "social konstruktion", men icke desto mindre kan vi med Gross och Levitt sammanföra flertalet uppfattningar i två läger: "stark" och "svag" socialkonstruktivism.

### Svag socialkonstruktivism
Lingvisten Steven Pinker skriver i Ett oskrivet blad att: "vissa kategorier är verkligen sociala konstruktioner: de finns endast för att folk utan invändningar beter sig som om de fanns. Exempel omfattar pengar, medborgarskap, hedersutmärkelser och Förenta staternas statschefsämbete." Enligt Hacking hävdas liknande idéer om poängräkning i sportsammanhang.
Både Hacking och Pinker är överens om att den typ av ting som avses här kan beskrivas som delar av vad John Searle kallar "social verklighet". Dessa ting är ontologiskt subjektiva men påståenden om dem är epistemologiskt objektiva. Enklast kan sägas att de kräver människors handlande för att kunna finnas, men har en verkan som är allmänt vedertagen. Om dessa ting ska benämnas "sociala konstruktioner" eller inte, är omdiskuterat. Hacking argumenterar för att de inte ska omtalas på det sättet. Det är vidare oklart om författare till analyser av "sociala konstruktioner" någonsin använder frasen i den mening som Pinker lägger i den.

### Stark socialkonstruktivism
Gross och Levitt använder begreppet social konstruktion i ett angrepp på naturvetenskapens sannings- och kunskapsanspråk, enligt resonemanget: A) Naturvetenskapen har tillkommit i en viss samhällssituation, B) Naturvetenskapen är inte allmängiltig för att den tillkommit i en viss samhällssituation, utan naturvetenskapens resultat är sociala konstruktioner, C) Naturvetenskapens anspråk på att dess resultat är allmängiltiga är cirkulära och därför ogiltiga för att de hänvisar till de sätt naturvetenskapen arbetar på, som är samhällsbestämda.
Kärnan av resonemanget är att ljusets hastighet och temperaturen på solens yta är sociala konstruktioner, det ska inte enligt Gross och Levitt vara något mer speciellt med ljusets hastighet än att det är en rådande idé inom naturvetenskapen, att det dels finns något ljus och att detta har en viss hastighet.
Kritiken mot den starka sociala konstruktivismen betraktar den som en form av solipsism, vilket är en filosofisk teori som menar att den enda säkra kunskapen är ens egen existens och medvetande, och att all annan kunskap om världen är osäker. På samma sätt hävdar kritiker av stark socialkonstruktivism att detta perspektiv leder till en subjektiv och relativistisk syn på verkligheten, där allt enbart är en social konstruktion och där det inte finns någon objektiv verklighet oberoende av vår förståelse av den. På så sätt reducerar detta perspektiv all kunskap och verklighet till enbart en produkt av människors sociala interaktioner och tolkningar, och förnekar därmed en objektiv verklighet.

## Socialkonstruktionismen
Socialkonstruktivism och socialkonstruktionism är närbesläktade men något olika traditioner att se på kunskap. De menar båda att kunskap är socialt och kulturellt konstruerad.

### Socialkonstruktivism
Socialkonstruktivism betraktar samhället som i någon mån kontinuerligt socialt konstruerat av människor i samspel med varandra. Människan konstruerar alltså i varje fall delar av sin förståelse av världen utifrån sina tidigare erfarenheter och sitt sociala sammanhang. Denna förståelse använder hon sedan för att tolka sin omgivning och agera utifrån tolkningen. Enligt perspektivet konstrueras exempelvis genus, "raser" (genom rasifiering), med mera i mötet med andra människor och i sociala situationer. Människors begreppsvärld ses ofta som grundläggande för dessa processer av mer lingvistiskt inspirerade socialkonstruktivister. Det gör att innebörden av t.ex. könsroller, genus och raser kan förändras över tid och mellan olika sociala miljöer.
Generellt så avvisar socialkonstruktivismen tanken på en objektiv verklighet som existerar utanför vår förståelse av den. Det finns dock en viss variation där olika tänkare och forskare har lite olika ontologiska positioner (dvs. uppfattningar om vad som finns och inte).
Socialkonstruktivism är till stor del ett kunskapsteoretiskt eller epistemologiskt perspektiv där man menar att kunskap är något som skapas - i sociala sammanhang -  snarare än något som upptäcks på ett objektivt sätt.
Innebär ett perspektiv på samhälle som helhet och delar av det som konstruerats av människor i samspel med varandra. Socialkonstruktivism brukar i vissa fall kontrasteras till ett naturalistiskt eller biologiskt synsätt. Utifrån ett socialkonstruktivistiskt perspektiv hävdas till exempel att man och kvinna visserligen existerar som biologiska kön, men att genusuttryck är socialt skapade kategorier - det är därav inte givet av naturen hur kvinnor och män är eller bör agera.[källa behövs]
Det socialkonstruktivistiska perspektivet har en lång tradition inom samhällsvetenskap, bland andra filosofi och sociologi. Marx menade exempelvis att "Människorna gör själva sin historia, men de gör den inte efter eget gottfinnande, inte under omständigheter som de själva valt utan under omständigheter, som är omedelbart för handen givna och redan existerande."
Att vi skapar vår historia utifrån de förutsättningar som våra föregångare konstruerat är ett exempel på detta.
Socialkonstruktivism har i grunden en positivistisk epistemologi, som eftersträvar objektiva sanningar bortom individers subjektiva upplevelser av verkligheten. Individens upplevelser, tankar och vilja artikuleras i språklig kommunikation, och språket ses sålunda som en giltig representation av människors mentala värld.
Socialkonstruktivismen växte i inflytande i och med publiceringen av Peter L. Berger och Thomas Luckmann (1966) The Social Construction of Reality. A Treatise in the Sociology of Knowledge. I den boken lanserades begreppet social konstruktion som sedan fått en bred spridning.
Idén om sociala konstruktioner är i mångt och mycket en reaktion på Descartes upplysningsfilosofi. Man hävdade att individuella och sociala fenomen borde studeras genom det subjektiva medvetandet hos individer, inte bara genom observerbart beteende. Detta har dock utvecklats längs med två huvudlinjer som inom sig rymmer stora variationer.[källa behövs]

### Socialkonstruktionism
I relation till detta är den andra huvudlinjen, socialkonstruktionismen, baserad i en hermeneutisk tradition från Tyskland och filosofen Wilhelm Dilthey. I denna tradition läggs fokus på att forskaren ska förstå och leva sig in i idéer, föreställningar, värderingar, m.m. som uppstår i olika samhällen och olika historiska tidpunkter.
I traditionen anser man att en föredömlig väg till kunskap är att ta vägen via enskildas subjektiva sinnesförnimmelser, vilka inte ses som förvrängda, utan snarare som enskilda men giltiga tolkningar av den empiriska verkligheten. Människan och verkligheten är två sidor av samma mynt, och mentala processer och handlingar är därför resultatet av sociala interaktioner mellan människor. För detta perspektiv lär vi oss mer om verkligheten genom att undersöka hur människor skapar och förstår den, respektive och sitt agerande i den. I de här processerna ses språket också som tolkat, förhandlat och omformulerat.[källa behövs]
I linje med detta kan en socialkonstruktivist hävda att det är en tydlig skillnad mellan socialkonstruktivism och socialkonstruktionism, medan en socialkonstruktionist kan hävda att det inte finns någon definitiv gräns mellan dem då begreppens betydelse ges av sitt sammanhang.[källa behövs]

## Billy Ehn om konstruktivism ur ett etnologiskt perspektiv
Enligt etnologen Billy Ehn är konstruktivism något som skapas och omskapas beroende på sammanhanget (som alltid är relativt). I boken Kultur och erfarenhet tar Ehn begreppet etnicitet som ett exempel på en identitets förändring.
Medan begreppet essentialism framställer etnicitet som någonting bestående som man mer eller mindre föds med eller föds i (ett slags färdig produkt) är det enligt konstruktivismen något som skapas och omskapas i socialt liv, någonting som byggs och konstrueras beroende på möten och omständigheter. Enligt etnologen Billy Ehn i boken Kultur och erfarenheter nämns begreppet konstruktivism i motsats till det essentialistiska perspektivet.